# 凯瑟琳·戴蒙
凯瑟琳·戴蒙（英語：Cathryn Damon，1930年9月11日—1987年5月4日），美国女演员。曾获得黄金时段艾美奖喜剧类电视系列剧最佳女主角。